# Jojo Macari
Jojo Macari (* 30. Dezember 1996 in London) ist ein britischer Schauspieler sowie Musiker.

## Leben und Karriere
Jojo Macaris Vater betrieb einen Laden für Gitarren im Londoner Stadtteil Soho, in dem der Sohn regelmäßig aushalf und wodurch seine Begeisterung für die Musik geweckt wurde. Mit der Schauspielerei kam Macari ebenfalls bereits in jungen Jahren in Berührung und brach die Schule ab, um eine ihm angebotene Rolle in einem Bühnenstück übernehmen zu können, das am Jermyn Street Theatre uraufgeführt wurde. Anschließend studierte Macari Schauspielerei am Rose Bruford College in Sidcup.
Vor der Kamera stand Macari das erste Mal 2018 mit einer wiederkehrenden Rolle in der BBC-Serie Hard Sun. Weitere Rollen bekam er anschließend in Produktionen wie Harlots – Haus der Huren sowie in den Netflix-Serien Sex Education und Cursed – Die Auserwählte. Hauptrollen verkörperte Macari erstmals 2021 in der Mystery-Serie Die Bande aus der Baker Street sowie 2024 in Roland Emmerichs Historien-Serie Those About to Die.
Neben seiner Arbeit als Schauspieler, ist Macari auch als Musiker aktiv und spielte zeitweilig in den Rock-Bands Koates sowie Rats. 2021 veröffentlichte er ein Album namens Space and Time and Halloween and Paracetamol in 2021. 2023 war Macari als Teil der Band Famous auf diversen Festivals in Deutschland auf Tour.

## Filmografie (Auswahl)
- 2018: Hard Sun (Fernsehserie, 6 Episoden)
- 2018: Der junge Inspektor Morse (Endeavour, Fernsehserie, 1 Episode)
- 2019: London Kills (Fernsehserie, 1 Episode)
- 2019: Harlots – Haus der Huren (Harlots, Fernsehserie, 5 Episoden)
- 2019–2021: Sex Education (Fernsehserie, 7 Episoden)
- 2020: Die Misswahl – Der Beginn einer Revolution (Misbehaviour)
- 2020: Cursed – Die Auserwählte (Cursed, Fernsehserie, 2 Episoden)
- 2021: Die Bande aus der Baker Street (The Irregulars, Fernsehserie)
- 2022: Morbius
- 2024: Masters of the Air (Fernsehserie, 1 Episode)
- 2024: Those About to Die (Fernsehserie)